# ОШ „Љубомир Аћимовић” Обреновац
ОШ „Љубомир Аћимoвић” Обреновац је основна школа која се налази на Обреновцу. Добила је име по Љубомиру Аћимвићу, оснивачу и првом директору Више дефектолошке школе у Београду.

## Историја
Настала је 1999. на иницијативу за оснивање школе коју су покренули Друштво за помоћ ментално недовољно развијеним особама (МНРО), Општина Обреновац, наставници у специјалним одељењима редовних основних школа у Обреновцу и њихове стручне службе, Савез друштава за помоћ МНРО у Београду и Друштво дефектолога Београд.

## О школи
Основна школа „Љубомир Аћимовић” бави се образовањем и васпитањем дјеце са сметњама у развоју, а специфична је по интегрисаности издвојених одјељења у редовним основним школама. Програми се реализују као разредна, предметна и изборна настава од првог до осмог разреда. Наставу реализују наставници специјални едукатори и рехабилитатори — олигофренолози са високом стручном спремом.